# Liste der Mitglieder der American Academy of Arts and Sciences/1932
Im Jahr 1932 wählte die American Academy of Arts and Sciences 106 Personen zu ihren Mitgliedern.

## Neu gewählte Mitglieder
- Mineichiro Adachi (1869–1934)
- Charles Francis Adams III (1866–1954)
- Clarence Raymond Adams (1898–1965)
- Michael Joseph Ahern (1877–1951)
- James Rowland Angell (1869–1949)
- Joseph Charles Aub (1890–1973)
- Francis Noyes Balch (1873–1960)
- Franklin Greene Balch (1864–1958)
- Charles Foster Batchelder (1856–1954)
- Albert Arnold Bennett (1888–1971)
- William Welles Bosworth (1869–1966)
- Frederick Orpen Bower (1855–1948)
- Arthur Lyon Bowley (1869–1957)
- William Brooks Cabot (1858–1949)
- Leonard Carmichael (1898–1973)
- William Richards Castle (1878–1963)
- George Croft Cell (1875–1937)
- Joseph Perkins Chamberlain (1873–1951)
- Paul Louis Charles Marie Claudel (1868–1955)
- Chalmers Dancy Clifton (1889–1966)
- John Candler Cobb (1858–1933)
- Kenneth John Conant (1894–1984)
- Howard Coonley (1876–1966)
- John Albert Cousens (1874–1937)
- Ronald Salmon Crane (1886–1967)
- Morris William Croll (1872–1947)
- William James Cunningham (1875–1962)
- Elliott Carr Cutler (1888–1947)
- Henry Sturgis Dennison (1877–1952)
- Arthur Stone Dewing (1880–1971)
- Wallace Brett Donham (1877–1954)
- George Harold Edgell (1887–1954)
- William Lusk Webster Field (1876–1963)
- Felix Frankfurter (1882–1965)
- Glennon Gilboy (1902–1958)
- Joseph Clark Grew (1880–1965)
- Albert Haertlein (1895–1960)
- Walter Perley Hall (1867–1942)
- Francis Russell Hart (1868–1938)
- Ralph George Hawtrey (1879–1975)
- William Healy (1869–1963)
- Einar Hille (1894–1980)
- Edward Jackson Holmes (1873–1950)
- Henry Wyman Holmes (1880–1960)
- Shih Hu (1891–1962)
- Eldon Revare James (1875–1949)
- William James (1882–1961)
- Pierre Marie Felix Janet (1859–1947)
- Philip Caryl Jessup (1897–1986)
- Ralph Hayward Keniston (1883–1970)
- Nathaniel Thayer Kidder (1860–1938)
- Thomas William Lamont (1870–1948)
- Ernest Felix Langley (1874–1954)
- Karl Spencer Lashley (1890–1958)
- Ralph Restieaux Lawrence (1873–1962)
- Waldo Gifford Leland (1879–1966)
- James Arnold Lowell (1869–1933)
- Fred Bates Lund (1865–1950)
- Sayre Macneil (1886–1961)
- Calvert Magruder (1893–1968)
- Kenneth Lamartine Mark (1874–1958)
- Leon Carroll Marshall (1879–1966)
- Paul Mazon (1874–1955)
- Walter Wallace McLaren (1877–1972)
- Charles Edward Merriam (1874–1953)
- Frederick Cecil Mills (1892–1964)
- Ogden Livingston Mills (1884–1937)
- Kingo Miyabe (1860–1951)
- Frederick Kuhne Morris (1885–1962)
- Everett Morss (1865–1933)
- Harold Glenn Moulton (1883–1965)
- Arthur Darby Nock (1902–1963)
- George Rapall Noyes (1873–1952)
- Robert Lincoln O’Brien (1865–1955)
- William Henry O’Connell (1859–1944)
- William Fielding Ogburn (1886–1959)
- Milman Parry (1902–1935)
- Arthur Stanley Pease (1881–1964)
- Andrew James Peters (1872–1938)
- Anthony John Philpott (1862–1952)
- David Rapport (1891–1970)
- Alfred Lawrence Ripley (1858–1943)
- Charles Rist (1874–1955)
- Odin Roberts (1867–1934)
- George Byron Roorbach (1878–1934)
- Leo Stanton Rowe (1871–1946)
- Francis Bowes Sayre (1885–1972)
- Walter Cecil Schumb (1892–1967)
- Albert Charles Seward (1863–1941)
- Henry Richardson Shepley (1887–1962)
- Horatio Elwin Smith (1886–1946)
- Payson Smith (1873–1963)
- Carl Snyder (1869–1946)
- Charles Henry Taylor (1867–1941)
- Charles Holt Taylor (1899–1985)
- Frederick William Thomas (1867–1956)
- William Thomson (1889–1972)
- Edward Sampson Thurston (1876–1948)
- Eliot Wadsworth (1876–1959)
- Edwin Sibley Webster (1867–1950)
- Ralph Hartley Wetmore (1892–1989)
- Edmund Allen Whitman (1860–1952)
- David Vernon Widder (1898–1990)
- John Henry Williams (1887–1980)
- William Franklin Willoughby (1867–1960)
- Benjamin Loring Young (1885–1964)